# Thomas Mühlöcker
Thomas Ryō Mühlöcker (* 29. März 1987 in Wien) ist ein professioneller österreichischer Pokerspieler.
Mühlöcker hat sich mit Poker bei Live-Turnieren mehr als 8,5 Millionen US-Dollar erspielt und ist damit der dritterfolgreichste österreichische Pokerspieler. Er gewann 2013 das High Roller der European Poker Tour.

## Persönliches
Mühlöcker wuchs als Sohn einer japanischen Mutter und eines österreichischen Vaters in Wien auf. Er trainierte einige Jahre die chinesische Kampfsportart Wushu. Er lebte gemeinsam mit den Pokerspielern Martin Finger und Kilian Kramer in einer Wohngemeinschaft in Wien und studierte dort an der Wirtschaftsuniversität. Im November 2015 war Mühlöcker neben Kramer eine der beiden Hauptpersonen im Dokumentarfilm In der Schwebe, der im Rahmen des kleinen Fernsehspiels im ZDF ausgestrahlt wurde. Zu diesem Zweck hatte der Kölner Filmemacher Miguel Müller-Frank die beiden Pokerspieler Mühlöcker und Kramer eineinhalb Jahre lang bei einigen Events der European Poker Tour begleitet. Mühlöcker war mit Ana Márquez, einer spanischen Pokerspielerin, liiert.

## Pokerkarriere

### Werdegang
Mühlöcker begann gemeinsam mit seinem Bruder Poker zu spielen. Er spielt online unter den Nicknames WushuTM (PokerStars und 888poker), Tenkamusou (Full Tilt Poker) und onehundredeyes (partypoker). Auf PokerStars qualifizierte sich Mühlöcker bei einem Turnier mit 33 US-Dollar Buy-in für das PokerStars Caribbean Adventure (PCA) auf Paradise Island der Bahamas, das sein erstes großes Live-Turnier bedeutete. Insgesamt liegen seine Gewinne bei Online-Pokerturnieren bei über 11 Millionen US-Dollar, wobei der Großteil von knapp 8,5 Millionen US-Dollar auf PokerStars erspielt wurde.
Seine erste Geldplatzierung bei einem Live-Turnier erzielte Mühlöcker im März 2020 in Wien. Beim Main Event der World Series of Poker Anfang Juli 2010 im Rio All-Suite Hotel and Casino am Las Vegas Strip landete er auf dem 509. Platz und gewann knapp 30.000 US-Dollar. Beim Vienna Pokerfestival der World Poker Tour erreichte Mühlöcker im Oktober 2012 den zweiten Platz für mehr als 40.000 Euro. Im September 2013 sicherte er sich mit dem Gewinn des High Roller der European Poker Tour (EPT) in Barcelona eine Siegprämie von knapp 400.000 Euro. Ende April 2015 erreichte Mühlöcker beim Super High Roller der EPT in Monte-Carlo den sechsten Platz und kassierte erneut mehr als 400.000 Euro Preisgeld. Beim High-Roller-Event der PokerStars Championship Anfang Mai 2017 in Monte-Carlo belegte er den dritten Platz und erhielt dafür über 470.000 Euro. Anfang November 2017 wurde Mühlöcker beim 111.111 Euro teuren High Roller for One Drop der World Series of Poker Europe im King’s Resort in Rozvadov Vierter und erhielt sein bisher höchstes Preisgeld von mehr als einer Million Euro. Mitte Juli 2018 gewann er den Bellagio Cup im Hotel Bellagio am Las Vegas Strip und erhielt aufgrund eines Deals mit Pavel Plesuv ein Preisgeld von knapp 350.000 US-Dollar. Im Jänner 2019 wurde Mühlöcker beim High Roller des PCA auf den Bahamas Dritter und sicherte sich ein Preisgeld von mehr als 400.000 US-Dollar. Ebenfalls den dritten Platz belegte er rund zwei Wochen später bei der A$50.000 Challenge der Aussie Millions Poker Championship in Melbourne für mehr als 400.000 Australische Dollar.

### Preisgeldübersicht
Mit erspielten Preisgeldern von über 8,5 Millionen US-Dollar ist Mühlöcker nach Matthias Eibinger und Mario Mosböck der dritterfolgreichste österreichische Pokerspieler.
| Jahr   | Preisgeld (in $) | Turniersiege |
| ------ | ---------------- | ------------ |
| 2010   | 28.688           | 0            |
| 2011   | 7.257            | 0            |
| 2012   | 59.893           | 0            |
| 2013   | 1.019.561        | 1            |
| 2014   | 376.020          | 1            |
| 2015   | 1.251.195        | 0            |
| 2016   | 173.444          | 0            |
| 2017   | 2.445.863        | 2            |
| 2018   | 1.376.874        | 2            |
| 2019   | 797.878          | 0            |
| 2020   | 8.660            | 0            |
| 2021   | 0                | 0            |
| 2022   | 154.361          | 0            |
| 2023   | 980.466          | 0            |
| 2024   | 465.800          | 0            |
| gesamt | 9.145.960        | 6            |